# Josep Marí Marí
Josep Marí Marí (Eivissa, 1948) és un pintor i escriptor eivissenc. Va estudiar Belles Arts a la Universitat de Barcelona i ha exercit durant 24 anys com a professor de dibuix de batxiller. Amb altres persones va impulsar, l'any 1970, la represa de l'Institut d'Estudis Eivissencs, del qual fou president juntament amb Marià Villangómez Llobet. A més, dins aquest Institut va ser director de la revista Eivissa, i també promotor i professor dels cursos de català duits a terme per aquesta entitat.
En la seva faceta com a pintor, Josep Marí és autor d'una obra plàstica de gran qualitat, de tall impressionista i sovint inspirada en els paisatges i la llum d'Eivissa. El 2003 va rebre el Premi Ramon Llull.

## Obres
- La veu dispersa (1982), poesia
- Els deixants de la llum (1991), prosa
- Mentre passen els núvols (1993), premi de narrativa Ciutat d'Eivissa.
- La veu pintada (1998) poesia
- Respira el món (1999), poesia